# Евтим Богоев
Евтим Кръстев Богоев е български революционер, деец на Вътрешната македоно-одринска революционна организация.

## Биография
Роден в преспанското село Болно, което тогава е в Османската империя. Богоев е сред основателите на революционното дело в Горна Преспа. Заловен от властите, лежи в Ресенския затвор. През Илинденско-Преображенското въстание през лятото на 1903 година е войвода на чета. През пролетта на 1908 година е заловен от сърбоманска чета и убит след изтезания в местността Шумляк над Болно.